# 溫徹斯特侯爵

溫徹斯特侯爵（英語：Marquess of Winchester）是一個英格蘭貴族爵位，1551年冊封予威廉·帕雷。

## 頭銜持有人
1. 第一代溫徹斯特侯爵威廉·帕雷（英语：William Paulet, 1st Marquess of Winchester）
2. 第二代溫徹斯特侯爵約翰·帕雷（英语：John Paulet, 2nd Marquess of Winchester）
3. 第三代溫徹斯特侯爵威廉·帕雷（英语：William Paulet, 3rd Marquess of Winchester）
4. 第四代溫徹斯特侯爵威廉·帕雷（英语：William Paulet, 4th Marquess of Winchester）
5. 第五代溫徹斯特侯爵約翰·帕雷（英语：John Paulet, 5th Marquess of Winchester）
6. 第六代溫徹斯特侯爵、第一代波頓公爵查爾斯·帕雷（英语：Charles Paulet, 1st Duke of Bolton）
7. 第七代溫徹斯特侯爵、第二代波頓公爵查爾斯·帕雷（英语：Charles Paulet, 2nd Duke of Bolton）
8. 第八代溫徹斯特侯爵、第三代波頓公爵查爾斯·帕雷（英语：Charles Powlett, 3rd Duke of Bolton）
9. 第九代溫徹斯特侯爵、第四代波頓公爵哈利·帕雷（英语：Harry Powlett, 4th Duke of Bolton）
10. 第十代溫徹斯特侯爵、第五代波頓公爵查爾斯·帕雷（英语：Charles Powlett, 5th Duke of Bolton）
11. 第十一代溫徹斯特侯爵、第六代波頓公爵哈利·帕雷（英语：Harry Powlett, 6th Duke of Bolton）
12. 第十二代溫徹斯特侯爵喬治·帕雷（英语：George Paulet, 12th Marquess of Winchester）
13. 第十三代溫徹斯特侯爵查爾斯·帕雷（英语：Charles Paulet, 13th Marquess of Winchester）
14. 第十四代溫徹斯特侯爵約翰·帕雷（英语：John Paulet, 14th Marquess of Winchester）
15. 第十五代溫徹斯特侯爵奧古斯都·帕雷（英语：Augustus Paulet, 15th Marquess of Winchester）
16. 第十六代溫徹斯特侯爵亨利·帕雷（英语：Henry Paulet, 16th Marquess of Winchester）
17. 第十七代溫徹斯特侯爵理察·帕雷（英语：Richard Paulet, 17th Marquess of Winchester）
18. 第十八代溫徹斯特侯爵奈傑·帕雷（英语：Nigel Paulet, 18th Marquess of Winchester）（現任）